# 내유초등학교
내유초등학교(奈遊初等學校)는 대한민국 경기도 고양시 덕양구에 있는 공립 초등학교다.

## 학교 연혁
- 1958. 10. 31 벽제 국민학교 내유분교 설립인가
- 1962. 12. 29 내유국민학교 승격인가
- 1963. 03. 09 내유국민학교 개교
- 1981. 03. 10 병설유치원 개원
- 1996. 03. 01 내유초등학교로 교명 개명
- 2004. 03. 01 특수학급 인가
- 2013. 03. 01 제16대 최치식 교장 취임
- 2014. 02. 14 제51회 졸업식 (110명(총4,153명))
- 2014. 03. 01 26학급 편성(특수학급 2학급 포함)

## 참고 자료
- 내유초등학교 - 한국교육학술정보원 학교알리미